# Simeulue (langue)
Cet article concerne la langue simeulue. Pour l'île, voir Simeulue.
Le simeulue (ou simalur) est une langue austronésienne parlée en Indonésie, dans le Nord de l'île  de Simeulue. La langue appartient à la branche malayo-polynésienne des langues austronésiennes.

## Localisation géographique
Le simeulue est parlé dans l'île de Simeulue, ainsi que dans les îles Banjak et Babi. 

## Classification
Le simeulue fait partie des langues sumatra du Nord-Ouest qui sont un des sous-groupes du malayo-polynésien occidental.

## Phonologie
Les tableaux présentent la phonologie du simeulue.

### Voyelles
|         | Antérieure | Centrale | Postérieure |
| ------- | ---------- | -------- | ----------- |
| Fermée  | i [i]      | ɨ [ɨ]    | u [u]       |
| Moyenne | e [e]      | ə [ə]    | o [o]       |
| Ouverte |            | a [a]    |             |

### Consonnes
|              |              | Bilabiales | Alvéolaires | Dorsales | Dorsales | Glottales |
| ------------ | ------------ | ---------- | ----------- | -------- | -------- | --------- |
| Palatales    | Vélaires     | Bilabiales | Alvéolaires |          |          | Glottales |
| Occlusives   | Sourde       | p [p]      | t [t]       |          | k [k]    | ʔ [ʔ]     |
| Occlusives   | Sonore       | b [b]      | d [d]       |          | g [g]    |           |
| Fricative    | Fricative    |            | s [s]       |          | x [x]    | h [h]     |
| Affriquée    | Sourde       |            |             | c [t͡ʃ]   |          |           |
| Affriquée    | Sonore       |            |             | j [d͡ʒ]   |          |           |
| Nasale       | Nasale       | m [m]      | n [n]       | ñ [ɲ]    | ŋ [ŋ]    |           |
| liquide      | liquide      |            | l [l]       |          |          |           |
| roulée       | roulée       |            | r [r]       |          |          |           |
| semi-voyelle | semi-voyelle | w [w]      |             | y [j]    |          |           |

## Sources
- (en) Adelaar, Alexander, The Austronesian Languages of Asia and Madagascar: A Historical Perspective, The Austronesian Languages of Asia and Madagascar, pp. 1–42, Routledge Language Family Series, Londres, Routledge, 2005,  (ISBN 0-7007-1286-0)
- (en) Nothofer, Bernd, The Barrier Island Languages in the Austronesian Language Family, Focal II: Papers From the Fourth International Conference on Austronesian Linguistics, pp. 87–109, Pacific Linguistics, Series C no 94, Canberra, Research School of Pacific and Asian Studies, The Australian National University, 1986.